# James J. Belden
James Jerome Belden, född 30 september 1825 i Fabius, New York, död 1 januari 1904 i Syracuse, New York, var en amerikansk republikansk politiker. Han var ledamot av USA:s representanthus 1887–1895 och 1897–1899.
Belden var verksam inom bankbranschen i Syracuse och tjänstgjorde som stadens borgmästare 1877–1878. År 1887 fyllnadsvaldes han till representanthuset efter att Frank Hiscock hade avgått. Han omvaldes tre gånger men ställde inte upp i kongressvalet 1894. Två år senare gjorde han comeback och efterträdde Theodore L. Poole för en sista mandatperiod i representanthuset.
Belden avled 1904 och gravsattes på Oakwood Cemetery i Syracuse.